# Effetto Misznay-Schardin

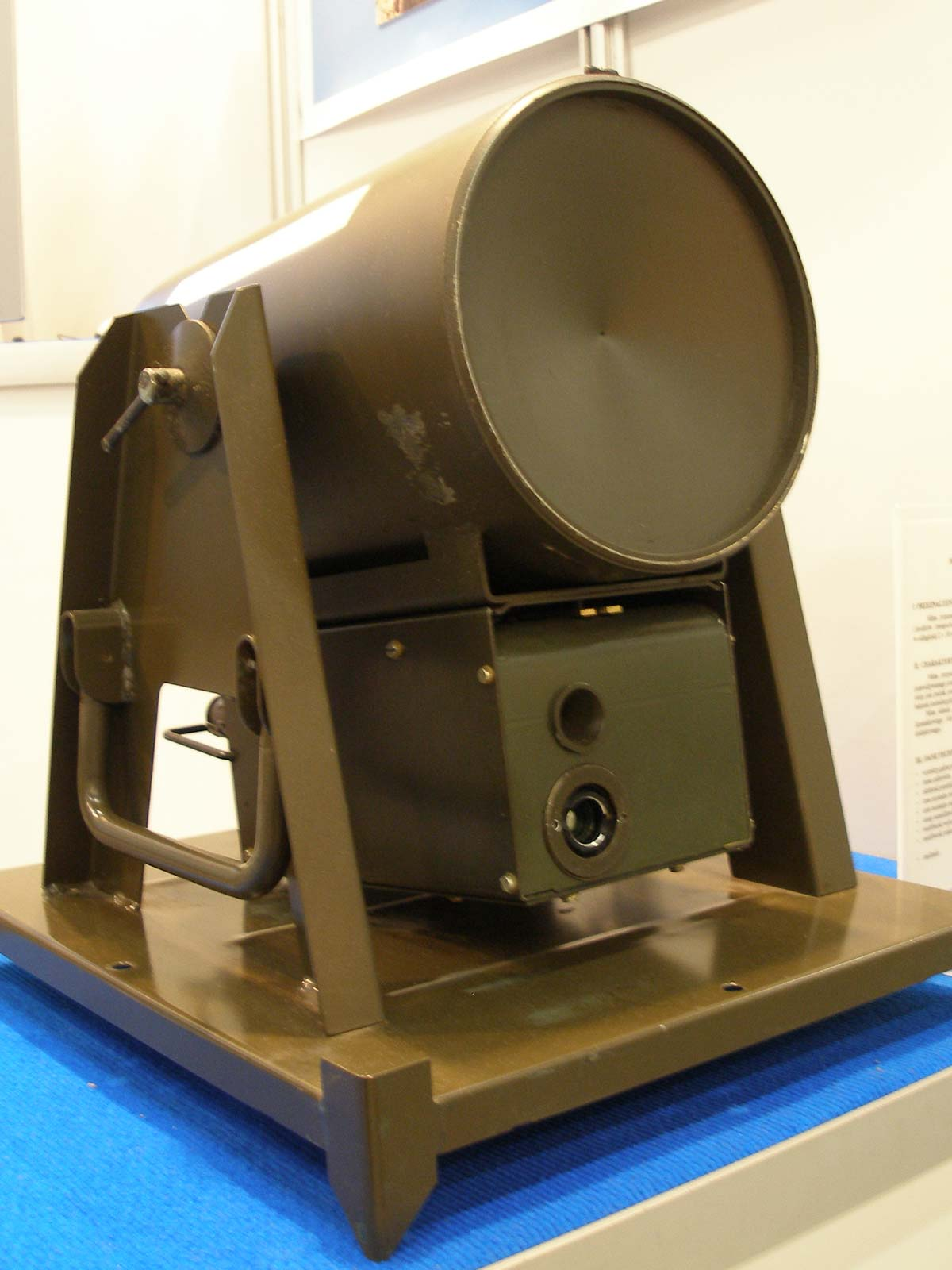
Una mina da attacco laterale anticarro MPB. Si può notare la sua testata cilindrica e concava atta a sfruttare l'effetto Misznay-Schardin.

L'effetto Misznay-Schardin (talvolta scritto anche "Misnay-Schardin"), o effetto piatto, è una caratteristica della detonazione di cariche esplosive ampie e relativamente sottili.

## Principio e prime applicazioni
La forza di un'esplosione si scatena perpendicolarmente alla superficie di un esplosivo. Contrariamente a quanto accade in una carica esplosiva sferica, in cui la sopraccitata forza si dirige in tutte le direzioni, nel caso di una carica esplosiva piatta e ampia, l'esplosione si espanderà principalmente in una direzione perpendicolare al piano, da entrambe le facce di questo. Tuttavia se un lato è rinforzato da una massa sufficientemente pesante o fissa, la maggior parte della forza dell'esplosione (ossia, la maggior parte del gas a espansione rapida e la sua energia cinetica) sarà indirizzata in direzione contraria alla suddetta massa.
Questo effetto è stato studiato e sperimentato da due esperti di esplosivi: l'ungherese József Misznay (o Misnay) e il tedesco Hubert Schardin, i quali inizialmente stavano cercando di realizzare una mina anticarro più efficiente per l'esercito della Germania nazista. Secondo alcune fonti, la seconda guerra mondiale terminò prima che il loro progetto fosse pienamente realizzato, ma di certo i due ricercatori continuarono comunque il loro lavoro anche dopo la guerra affiancati da altri colleghi. Misznay in particolare realizzò due armi, le mine anticarro 43 M e LŐTAK, entrambe utilizzate dall'esercito ungherese nel periodo 1944—1945.

## Applicazioni moderne

Disegno di una mina M18A1 Claymore. Si può notare la forma piatta e allungata e la massa retrostante la carica esplosiva.

Esempi di mine moderne che sfruttano questo effetto sono la mina anticarro AT2, prodotta dalla tedesca Dynamit Nobel AG, e la mina antiuomo direzionale M18A1 Claymore, attualmente prodotta dalla statunitense Mohawk Electrical Systems, Inc., il cui disegno era stato ripreso anche dalla mina direzionale a frammentazione, antiuomo e anticarro, di fabbricazione italiana VS-DAFM7, un tempo prodotta dalla Valsella Meccanotecnica S.p.A.
Anche molti ordigni esplosivi improvvisati (Improvised Explosive Device, IED) di tipo autoforgiante (Explosively Formed Projectile, EFP), capaci sia di perforare le protezioni dei mezzi corazzati, sia quelle poste sui lati dei mezzi tattici per il trasporto del personale di fanteria leggera, come quelli utilizzati nella cosiddetta guerra in Iraq a partire dal 2005, si basano su questo effetto.